# 鈴木真央
鈴木 真央（すずき なつ、1987年）は、日本のAV女優。

## 人物
2005年にAVデビュー。

## 作品
- 「女子校生 生出しスタイル3時間」（2005年7月22日、ビッグモーカル）他5名出演
- 「女子校生暴行 汚される制服たち3時間」（2006年6月23日、ビッグモーカル）他多数出演
- 「若妻の匂い VOL.106」（2006年7月8日、光夜蝶）
- 「黒髪女子校生」（2006年7月14日、ビッグモーカル）他5名出演
- 「4時間女子校生ぶるみずRemix 3」（2006年7月14日、ビッグモーカル）
- 「ザ・カメラテスト 事務所に内緒で2回もしちゃった」（2006年7月22日、アテナ映像）
- 「背面座位」（2006年7月28日、ビッグモーカル）
- 「女子校生暴行 素肌の誘惑」（2006年8月1日、ビッグモーカル）オムニバス作品
- 「ぶるろみず 女子校生ist」（2006年8月25日、ビッグモーカル）他5名出演
- 「快楽レズエステ」（2006年9月21日、アキノリ）
- 「隣の若妻が艶っぽくてボクはもう…」（2006年11月25日、クリスタル映像）他5名出演
- 「強制黄金 人間便器への転落ストーリー」（2006年12月15日、超醜い豚便器）他出演:星沢マリ
- 「10代少女拉致3人剃毛輪姦中出し4時間」（2007年4月18日、ロータス）他出演:上原空、牧瀬悠
- 「壊される女。vol.7 私が、消えた。」（2007年11月20日、大洋図書）
- 「泌尿器科の患者」（2008年2月15日、大洋図書）
- 「女子校生暴行BEST 4時間」（2008年4月11日、ビッグモーカル）他多数出演
- 「美乳PREMIUM 4時間BEST」（2008年4月25日、ビッグモーカル）他多数出演
- 「女子校生巨乳コレクション4時間」（2008年6月27日、ビッグモーカル女優）他多数出演
- 「美少女のハードリンチ完全食糞調教 2 －鈴木真央&工藤はな4日連続うんこ拷問編－」（2009年5月10日、超醜い豚便器）
- 「素人セーラー服生中出し 029」（2009年7月25日、プラム）